# 巨人恐猛蚁
巨人恐猛蚁（学名：Dinoponera gigantea）是蚁科猛蚁亚科恐猛蚁属的一种蚂蚁，此物种为该属的模式种。
在巴西朗多尼亚的夸扎语中，它被称为“taramãçu”或“uitsi” 。 

## 描述
巨人恐猛蚁是世界上最大的蚂蚁种类之一。  该物种的雌蚁比雄蚁大，长度从 30mm 至 40mm 。 雌蚁呈煤黑色，而雄蚁则呈深红色。

## 分布
巨人恐猛蚁仅分布于南美洲。它的分布范围包括圭亚那海岸、巴西亚马逊州、帕拉州（包括马拉若岛） 、马托格罗索州、南马托格罗索州和马拉尼昂州以及秘鲁的洛雷托省。据报道，巨人恐猛蚁在帕拉州贝伦附近未被洪水淹没的森林中很常见。巨人恐猛蚁可能分布在法属圭亚那、苏里南、委内瑞拉和哥伦比亚东南部，因为这些地区与已知的巨人恐猛蚁产地相邻，且具有相似的低地雨林栖息地。 

## 巢穴
巨人恐猛蚁群落的地下室有多达 8 个入口，每个入口的直径长 3cm 至 8cm。与蚂蚁的典型特征一样，入口周围是筑巢时挖出的土壤，但与其他物种不同的是，没有形成土丘。已发现的巢穴约长 40cm 深，每一个巢室约 30mm 高，约 20mm宽。 
某些情况下，该物种是多态性的，一个群落同时占据并维护多个巢穴。 Fourcassie 和 Oliveira 在 2002 年的研究中记录了一些这样的例子，他们发现蚁群使用了多个巢穴，巢穴入口长 40cm 至 250cm 。  

## 觅食
巢穴外的活动在日出和日落时最为活跃，尽管夜间也可能发生一些活动。这类蚂蚁通常个体独自寻找食物，会在离巢穴 10m 范围之内巡视。带回的战利品重量从 10 毫克到 400 毫克不等，食性复杂，包括植物和动物身体组织。食物包括维斯米亚植物的果实、印加种子以及各种小动物，例如蜘蛛、蟋蟀和蜗牛。但通常觅食成功率只有 10% 左右。成功的觅食通常持续三十至六十分钟，但最长可达三个小时。 

## 领土主义
巨人恐猛蚁的邻近群落有不同的觅食区域。当不同蚁群的蚂蚁在这些区域的边界相遇时，它们会面对面，用上颚锁住对方。然后两只蚂蚁反复用触角戳对方的头，同时用前腿踢动。当其中一只蚂蚁占据了主导地位，最终就会咬住另一只蚂蚁的头顶，并将腹部压在失败者的身体上。整个遭遇过程可持续半小时。在 Fourcassie 和 Oliveira 的研究中发现，即使打斗过程十分激烈，但最后双方蚂蚁却没有受到任何实质性伤害。 